# Lepanus gressitti
Lepanus gressitti är en skalbaggsart som beskrevs av Vladimir Balthasar 1966. Lepanus gressitti ingår i släktet Lepanus och familjen bladhorningar. Inga underarter finns listade i Catalogue of Life.